# Маркијан Цариградски
Свети Маркијан је хришћански светитељ.
Рођен је у Риму, но као презвитер проживео до краја свој век у Цариграду, већим делом у време царовања Маркијана и Пулхерије. Наследивши велико богатство од родитеља, он га је нештедице истрошио на две сврхе: на зидање или обнављање храмова и на милостињу сиромасима. Сазидао је две нове цркве у Цариграду, знамените по својој лепоти и светињи: Светој Анастасији и Светој Ирини. Кад су га питали зашто тако много троши на цркве, он одговори: „Кад бих ја имао ћерку, и хтео је удати за некога племића, зар ја не бих потрошио много злата да је украсим као достојну невесту? А овде ја украшавам Цркву, невесту Христову“. Колико је, пак, овај дивни муж био издашан према црквама и сиромасима, толико је био тврд, и веома тврд, према самом себи, следујући савету апостолском: „Кад имамо храну и одећу, будимо овим задовољни“ (1. Тим 6, 8). Пише се о њему: „Сав би у Богу и Бог у њему, и представи се Богу испуњен годинама и добрим делима“.
Српска православна црква слави га 10. јануара по црквеном, а 23. јануара по грегоријанском календару.